# Разбудите Леночку
«Разбудите Леночку!» — советский немой художественный фильм режиссёра Антонины Кудрявцевой. Комедия в трёх частях по сценарию Николая Олейникова и Евгения Шварца. Производство Ленинградского Кино-Комбината «Ленфильм». Съёмки велись в Ялте.

## Сюжет
История о маленькой школьнице, которая вечно опаздывала на уроки, и её друзьях, придумавших оригинальный способ перевоспитать прогульщицу.

## Съёмочная группа
- Сценарий писали: Николай Олейников, Евгений Шварц
- Режиссёр — Антонина Кудрявцева
- Оператор — Георгий Филатов
- Художник — Евгения Словцова

## В ролях
- Янина Жеймо — Леночка
- Сергей Герасимов

«Леночка и виноград» — в 1936 году было снято продолжение истории про Леночку, — звуковой фильм.